# Gormi
Gormi là một thị xã và là một nagar panchayat của quận Bhind thuộc bang Madhya Pradesh, Ấn Độ.

## Địa lý
Gormi có vị trí 26°36′B 78°31′Đ / 26,6°B 78,52°Đ Nó có độ cao trung bình là 147 mét (482 feet).

## Nhân khẩu
Theo điều tra dân số năm 2001 của Ấn Độ, Gormi có dân số 17.255 người. Phái nam chiếm 54% tổng số dân và phái nữ chiếm 46%. Gormi có tỷ lệ 62% biết đọc biết viết, cao hơn tỷ lệ trung bình toàn quốc là 59,5%: tỷ lệ cho phái nam là 72%, và tỷ lệ cho phái nữ là 50%. Tại Gormi, 17% dân số nhỏ hơn 6 tuổi.